# Daniel Falconer
Daniel Falconer es un diseñador e ilustrador neozelandés, miembro del equipo artístico de Weta Workshop y responsable de los efectos especiales y el diseño artístico de varias de las películas en las que ha intervenido esa compañía: la trilogía cinematográfica de El Señor de los Anillos, Las crónicas de Narnia: el león, la bruja y el armario y King Kong, entre otras.

## Biografía
Se formó como diseñador gráfico e ilustrador en la Universidad Tecnológica de Auckland. Reside en Wellington. Aunque sigue trabajando también de manera independiente, entró a formar parte del equipo de Weta Workshop en 1996, poco antes de unirse al proyecto de Peter Jackson sobre la Tierra Media; entusiasmado por la idea de materializar culturas, criaturas y desarrollar un mundo fantástico al completo. Daniel Falconer tenía ya antes de abordar el proyecto un profundo conocimiento del universo de Tolkien, que aplicó en el diseño de las películas.
Su obra artística para las películas de El Señor de los Anillos se ha publicado, junto a las imágenes de Alan Lee y John Howe, en los tres volúmenes titulados El Señor de los Anillos: el arte de... También ha contribuido de manera importante en dos libros publicados por Weta en 2005: The World of Kong: A Natural History of Skull Island, que muestra el trabajo de Weta para la película del gran simio, y The Crafting of Narnia, sobre las películas de Las crónicas de Narnia; así como en los documentales Recreating the Eighth Wonder: The Making of King Kong y Skull Island: A Natural History, ambos de 2006. 
Sus siguientes trabajos han sido algunos diseños para Avatar, y el «regreso a la Tierra Media» para los primeros bocetos de El hobbit.

## Filmografía

### Efectos especiales
- 2005:
  - Las crónicas de Narnia: el león, la bruja y el armario
  - King Kong
- 2003: El Señor de los Anillos: el retorno del Rey
- 2001: El Señor de los Anillos: la Comunidad del Anillo

### Diseño artístico
- 2009: The Lovely Bones
- 2002: El Señor de los Anillos: las dos torres